# Segunda División 'B' de México 1991-92
La Temporada 1991-92 de la Segunda División 'B' de México fue la décima edición de esta competencia. Se celebró entre los meses de septiembre de 1991 y mayo de 1992. Contó con la participación de 15 equipos. El Deportivo Tepatitlán fue campeón de la categoría tras vencer al Zitlaltepec por marcador global de 1-8. Junto a estos dos clubes también ascendió el Deportivo Abasolo luego de derrotar al Tapatío en la serie por el tercer lugar.
Originalmente la competición contaría con originalmente con 18 equipos, sin embargo, el Imperio Alal no pudo jugar por no cumplir con las condiciones de la liga lo que provocó su descalificación y descenso automático. Otro conjunto que iba a participar fue Aguascalientes, el cual desapareció en el interludio entre temporadas, por último el equipo de Gallos de Ciudad Juárez había obtenido su pase al ganar la Tercera División, sin embargo no quiso jugar en la Segunda B y no pudo ser sustituido por algún otro conjunto, por lo que finalmente la temporada fue disputada únicamente por 15 clubes.
Procedentes de otras divisiones se incorporaron los equipos de Acapulco, Leones de Saltillo, Cachorros Zamora y Zitlaltepec que descendieron desde la Segunda División. Mientras que el Deportivo Abasolo fue el representante llegado desde la Tercera.
El único cambio de plaza fue el equipo de los Leones, el cual descendió en la Temporada 1990-91 de la Segunda División, el conjunto que jugaba en Saltillo se trasladó a Aguascalientes.
La reducción de clubes provocó un cambio en el formato de la liga, ahora sería un grupo único con 15 clubes que jugaron entre ellos dos veces a lo largo de 28 jornadas. Esto mismo provocó que en la liguilla volvieran los dos grupos clasificatorios para determinar a los finalistas y a los equipos que disputarían el tercer lugar.

## Formato de Competencia
Los 15 equipos compiten en un grupo único en formato round-robin, es decir, juegan todos contra todos a ida y vuelta durante 28 jornadas. Los primeros ocho clubes de la tabla general clasifican a la liguilla. Mientras que los últimos tres bajan directamente a Tercera División.
En la liguilla, los ocho equipos clasificados se dividen en dos grupos de cuatro clubes, los cuales juegan entre ellos durante seis jornadas. Al finalizar, los líderes de cada grupo ascienden a Segunda División y clasifican a la serie final a dos partidos en donde se determinará al campeón y subcampeón de la temporada. Los segundos lugares de cada agrupación disputarán la serie por el tercer lugar, el ganador de estos juegos es el conjunto que obtendrá el último boleto a la categoría superior.
El reglamento de puntuaciones varía de acuerdo a algunas condiciones dadas en el partido, es decir: concede dos puntos si hay una victoria por un gol de diferencia; tres si se ganan con más de dos anotaciones de ventaja; y uno si se da un empate entre ambos clubes.

## Equipos participantes

### Equipos por Entidad Federativa
| Entidad Federativa | N.º | Equipos                                     |
| ------------------ | --- | ------------------------------------------- |
| Jalisco            | 3   | Industrial Tepatitlán, Tapatío y Tepatitlán |
| Estado de México   | 2   | Águila Progreso Industrial y Zitlaltepec    |
| Aguascalientes     | 1   | Leones Aguascalientes                       |
| Distrito Federal   | 1   | Pumas ENEP                                  |
| Guanajuato         | 1   | Abasolo                                     |
| Guerrero           | 1   | Acapulco                                    |
| Hidalgo            | 1   | Cruz Azul Hidalgo                           |
| Michoacán          | 1   | Cachorros Zamora                            |
| Morelos            | 1   | Yautepec                                    |
| Oaxaca             | 1   | Chapulineros de Oaxaca                      |
| Tlaxcala           | 1   | CU Tlaxcala                                 |
| Veracruz           | 1   | Orizaba                                     |

### Información sobre los equipos participantes
| Equipo                     | Ciudad                                 | Estadio                     |
| -------------------------- | -------------------------------------- | --------------------------- |
| Abasolo                    | Abasolo, Guanajuato                    | Municipal de Abasolo        |
| Acapulco                   | Acapulco, Guerrero                     | Unidad Deportiva Acapulco   |
| Águila Progreso Industrial | Nicolás Romero, Estado de México       | Progreso Industrial         |
| Cachorros Zamora           | Zamora, Michoacán                      | El Chamizal                 |
| Cruz Azul Hidalgo          | Jasso, Hidalgo                         | 10 de Diciembre             |
| Industrial Tepatitlán      | Tepatitlán, Jalisco                    | Tepa Gómez                  |
| Leones Aguascalientes      | Aguascalientes, Aguascalientes         | Municipal de Aguascalientes |
| Oaxaca                     | Oaxaca, Oaxaca                         | Benito Juárez               |
| Orizaba                    | Orizaba, Veracruz                      | Socum                       |
| Pumas E.N.E.P.             | Ciudad de México                       | Olímpico Universitario      |
| Tapatío                    | Guadalajara, Jalisco                   | Anacleto Macías             |
| Tepatitlán                 | Tepatitlán, Jalisco                    | Tepa Gómez                  |
| Tlaxcala                   | Tlaxcala, Tlaxcala                     | Tlahuicole                  |
| Yautepec                   | Yautepec de Zaragoza, Morelos          | CDY Yautepec                |
| Zitlaltepec                | San Juan Zitlaltepec, Estado de México | Los Brujos                  |

## Temporada Regular
| Pos. | Equipo                       | Pts. | PJ | G  | E  | P  | GF | GC | Dif. | Clasificación               |
| ---- | ---------------------------- | ---- | -- | -- | -- | -- | -- | -- | ---- | --------------------------- |
| 1    | Zitlaltepec (A)              | 56   | 28 | 18 | 6  | 4  | 61 | 26 | +35  | Cuadrangular de la liguilla |
| 2    | Tapatío                      | 48   | 28 | 15 | 6  | 7  | 59 | 33 | +26  | Cuadrangular de la liguilla |
| 3    | Abasolo (A)                  | 44   | 28 | 14 | 8  | 6  | 45 | 31 | +14  | Cuadrangular de la liguilla |
| 4    | Deportivo Tepatitlán (C, A)  | 43   | 28 | 13 | 7  | 8  | 49 | 31 | +18  | Cuadrangular de la liguilla |
| 5    | Orizaba                      | 39   | 28 | 13 | 4  | 11 | 36 | 39 | −3   | Cuadrangular de la liguilla |
| 6    | Cruz Azul Hidalgo            | 38   | 28 | 11 | 9  | 8  | 46 | 38 | +8   | Cuadrangular de la liguilla |
| 7    | Acapulco                     | 37   | 28 | 11 | 9  | 8  | 32 | 30 | +2   | Cuadrangular de la liguilla |
| 8    | Oaxaca                       | 36   | 28 | 11 | 6  | 11 | 55 | 44 | +11  | Cuadrangular de la liguilla |
| 9    | Pumas ENEP                   | 33   | 28 | 8  | 10 | 10 | 46 | 44 | +2   |                             |
| 10   | Cachorros Zamora             | 30   | 28 | 8  | 9  | 11 | 45 | 51 | −6   |                             |
| 11   | Águila Progreso Industrial   | 29   | 28 | 8  | 6  | 14 | 46 | 56 | −10  |                             |
| 12   | Tlaxcala                     | 29   | 28 | 9  | 6  | 13 | 40 | 64 | −24  |                             |
| 13   | Leones de Aguascalientes     | 26   | 28 | 6  | 11 | 11 | 41 | 51 | −10  |                             |
| 14   | Industrial de Tepatitlán (D) | 26   | 28 | 7  | 7  | 14 | 36 | 53 | −17  | Descenso de categoría       |
| 15   | Yautepec (D)                 | 12   | 28 | 3  | 6  | 19 | 34 | 80 | −46  | Descenso de categoría       |
| 16   | Imperio Alal (D)             | 0    | 0  | 0  | 0  | 0  | 0  | 0  | 0    | Descenso de categoría       |

 Fuente: RSSSF
Notas:
1. ↑  El Club Deportivo Imperio Alal no pudo tomar parte de la competencia debido a que no cumplió con el reglamento de la liga, por lo que fue descendido y sus partidos no fueron contabilizados

### Resultados
| Local \ Visitante | ABA | ACA | API | CZA | CRZ | IND | LAG | OAX | ORI | PUM | TAP | TEP | TLA | YAU | ZIT |
| ----------------- | --- | --- | --- | --- | --- | --- | --- | --- | --- | --- | --- | --- | --- | --- | --- |
| Abasolo           | —   | 1–0 | 6–1 | 2–1 | 1–0 | 1–0 | 1–0 | 5–0 | 3–0 | 1–1 | 1–0 | 1–1 | 0–1 | 2–2 | 3–1 |
| Acapulco          | 2–2 | —   | 2–1 | 2–0 | 0–0 | 2–0 | 0–0 | 1–0 | 1–0 | 2–0 | 1–2 | 1–1 | 2–1 | 1–1 | 1–0 |
| Águila PI         | 2–0 | 1–2 | —   | 2–1 | 0–0 | 6–3 | 3–1 | 2–2 | 2–0 | 1–3 | 1–2 | 1–2 | 2–2 | 3–1 | 2–3 |
| Cachorros Zamora  | 0–0 | 0–2 | 5–0 | —   | 2–3 | 3–2 | 2–2 | 1–4 | 1–0 | 1–1 | 3–3 | 3–2 | 3–1 | 3–1 | 0–1 |
| Cruz Azul Hidalgo | 0–0 | 1–1 | 2–1 | 1–1 | —   | 1–2 | 0–0 | 2–1 | 2–1 | 1–2 | 3–2 | 0–3 | 7–2 | 5–1 | 0–1 |
| Ind. Tepatitlán   | 2–0 | 1–1 | 2–2 | 1–1 | 1–1 | —   | 4–2 | 2–0 | 1–1 | 2–1 | 1–4 | 0–2 | 2–4 | 1–0 | 0–0 |
| Aguascalientes    | 2–3 | 2–2 | 1–2 | 3–3 | 3–3 | 1–0 | —   | 3–1 | 1–2 | 0–0 | 1–1 | 1–0 | 3–2 | 3–1 | 0–4 |
| Oaxaca            | 1–2 | 1–1 | 0–2 | 6–0 | 1–2 | 1–1 | 6–1 | —   | 1–0 | 2–0 | 4–2 | 1–1 | 2–1 | 4–2 | 1–0 |
| Orizaba           | 2–2 | 0–1 | 3–2 | 1–5 | 2–3 | 2–0 | 2–0 | 2–0 | —   | 2–0 | 1–0 | 3–2 | 2–1 | 4–2 | 0–0 |
| Pumas ENEP        | 1–2 | 4–2 | 2–0 | 1–2 | 5–2 | 4–1 | 0–0 | 3–3 | 0–1 | —   | 1–0 | 1–1 | 1–1 | 6–3 | 1–3 |
| Tapatío           | 4–0 | 2–0 | 4–2 | 3–0 | 0–0 | 2–0 | 2–1 | 3–2 | 2–2 | 3–1 | —   | 1–0 | 9–0 | 3–1 | 2–2 |
| Tepatitlán        | 0–2 | 3–1 | 1–0 | 2–0 | 2–1 | 3–1 | 1–1 | 3–2 | 3–0 | 2–2 | 0–1 | —   | 4–1 | 6–1 | 2–2 |
| Tlaxcala          | 4–2 | 2–1 | 3–3 | 2–2 | 0–1 | 1–3 | 3–3 | 1–0 | 0–1 | 1–1 | 1–0 | 1–0 | —   | 2–0 | 1–5 |
| Yautepec          | 2–2 | 1–0 | 1–0 | 2–2 | 1–5 | 2–1 | 1–6 | 2–4 | 1–2 | 3–3 | 1–1 | 0–1 | 0–1 | —   | 0–2 |
| Zitlaltepec       | 1–0 | 3–0 | 2–2 | 1–0 | 2–0 | 5–2 | 2–0 | 4–4 | 3–0 | 2–1 | 3–1 | 2–1 | 0–1 | 7–1 | —   |

## Liguilla

### Grupo A
| Pos. | Equipo                  | Pts. | PJ | G | E | P | GF | GC | Dif. | Clasificación        |
| ---- | ----------------------- | ---- | -- | - | - | - | -- | -- | ---- | -------------------- |
| 1    | Zitlaltepec (A)         | 9    | 6  | 2 | 3 | 1 | 8  | 7  | +1   | Acceso a la final    |
| 2    | Delfines de Abasolo (A) | 8    | 6  | 3 | 0 | 3 | 9  | 7  | +2   | Promoción de ascenso |
| 3    | Cruz Azul Hidalgo       | 7    | 6  | 2 | 2 | 2 | 6  | 7  | −1   |                      |
| 4    | Oaxaca                  | 5    | 6  | 2 | 1 | 3 | 5  | 7  | −2   |                      |

 Fuente: RSSSF

#### Resultados
| Local \ Visitante | ABA | CRZ | OAX | ZIT |
| ----------------- | --- | --- | --- | --- |
| Abasolo           | —   | 3–0 | 2–1 | 3–0 |
| Cruz Azul Hidalgo | 2–0 | —   | 1–0 | 1–1 |
| Oaxaca            | 2–1 | 1–0 | —   | 1–1 |
| Zitlaltepec       | 2–0 | 2–2 | 2–0 | —   |

### Grupo B
| Pos. | Equipo                      | Pts. | PJ | G | E | P | GF | GC | Dif. | Clasificación        |
| ---- | --------------------------- | ---- | -- | - | - | - | -- | -- | ---- | -------------------- |
| 1    | Deportivo Tepatitlán (C, A) | 11   | 6  | 3 | 3 | 0 | 14 | 4  | +10  | Acceso a la final    |
| 2    | Tapatío                     | 11   | 6  | 3 | 2 | 1 | 12 | 8  | +4   | Promoción de ascenso |
| 3    | Acapulco                    | 7    | 6  | 2 | 2 | 2 | 5  | 7  | −2   |                      |
| 4    | Orizaba                     | 1    | 6  | 0 | 1 | 5 | 4  | 16 | −12  |                      |

 Fuente: RSSSF

#### Resultados
| Local \ Visitante | ACA | ORI | TAP | TEP |
| ----------------- | --- | --- | --- | --- |
| Acapulco          | —   | 2–1 | 1–1 | 1–1 |
| Orizaba           | 0–1 | —   | 1–2 | 0–0 |
| Tapatío           | 3–0 | 4–1 | —   | 0–3 |
| Tepatitlán        | 1–0 | 7–1 | 2–2 | —   |

### Tercer Lugar
| 3 de mayo de 1992 | Tapatío | 3-1 | Abasolo | Estadio Anacleto Macías, Guadalajara |  |

| 10 de mayo de 1992                                 | Abasolo | 4-0 (t.e.) | Tapatío | Estadio Municipal de Abasolo, Abasolo |  |
| Abasolo asciende a la Segunda División. Global 4-3 |         |            |         |                                       |  |

### Final
La serie final del torneo enfrentó al Zitlaltepec  contra  el Deportivo Tepatitlán.
| 3 de mayo de 1992 | Deportivo Tepatitlán | 2-1 | Zitaltepec | Estadio Tepa Gómez, Tepatitlán de Morelos |  |

| 10 de mayo de 1992                                               | Zitlaltepec | 0-6 | Deportivo Tepatitlán | Estadio Los Brujos, San Juan Zitlaltepec |  |
| Deportivo Tepatitlán campeón de la Temporada 1991-92. Global 1-8 |             |     |                      |                                          |  |

|                                           |
| Deportivo Tepatitlán Campeón 1.er título. |